# Масаюки Мори
Масаюки Мори (на японски: 森雅之) е японски актьор. 

## Биография
Роден е на 13 януари 1911 година в Сапоро в семейството на писателя Такео Аришима. Започва кариерата си в киното през 40-те години и непосредствено след края на Втората световна война участва в няколко филма на Акира Куросава и изиграва главната роля във филма му „Идиот“. През следващите години изпълнява основни роли и в други успешни филми, като „Разкази на бледата луна след дъжд“ на Кенджи Мидзогучи и „Плаващи облаци“ на Микио Нарусе.
Масаюки Мори умира на 7 октомври 1973 година.

## Избрана филмография
| година | филм                                       | оригинално заглавие | роля                 | режисьор         |
| ------ | ------------------------------------------ | ------------------- | -------------------- | ---------------- |
| 1945   | Мъжете, които настъпват опашката на тигъра | 虎の尾を踏む男達    | Камеи                | Акира Куросава   |
| 1945   | Санширо Сугата II                          | 續姿三四郎          | Йошимаро Дан         | Акира Куросава   |
| 1950   | Рашомон                                    | 羅生門              | Канадзавано Такехиро | Акира Куросава   |
| 1951   | Идиот                                      | 白痴                | Кенджи Камеда        | Акира Куросава   |
| 1953   | Разкази на бледата луна след дъжд          | 雨月物語            | Гендзюро             | Кенджи Мидзогучи |
| 1955   | Плаващи облаци                             | 浮雲                | Кенго Томиока        | Микио Нарусе     |